# Jack Thorne (Mathematiker)
Jack A. Thorne (* 13. Juni 1987) ist ein britischer Mathematiker und Hochschullehrer an der Universität Cambridge. Er befasst sich mit algebraischer Zahlentheorie und dem Langlands-Programm.
Thorne studierte ab 2004 Mathematik an der Universität Cambridge mit dem Bachelor-Abschluss 2007 und dem Master-Abschluss 2008 und wurde 2012 bei Benedict Gross (und Richard Taylor) an der Harvard University promoviert (The arithmetic of simple singularities). Danach war er Clay Research Fellow (2012 bis 2017). Außerdem war er von 2012 bis 2014 Junior Fellow der Society of Fellows in Harvard. 2013 wurde er Reader und 2018 Professor an der Universität Cambridge. Ab 2014 war er Staff Fellow in Trinity Hall in Cambridge, seit 2021 ist er Fellow des Trinity College.
In der Würdigung für den SASTRA Ramanujan Preis wurde er als einer der führenden Vertreter der algebraischen Zahlentheorie seiner Generation gewürdigt, und es wurden insbesondere seine Beiträge zur Modularität von Galois-Darstellungen und arithmetischen Invariantentheorie hervorgehoben, letztere Gegenstand seiner Dissertation, die zu neuen Schranken für bestimmte Selmer-Gruppen und der Anzahl rationaler und ganzzahliger Punkte auf verschiedenen Klassen algebraischer Kurven führte. Er wurde außerdem dafür gewürdigt, eine treibende Kraft in der Eliminierung von Beschränkungen der Taylor-Wiles-Methode auf dem Gebiet der Modularität von Galoisdarstellungen zu sein, so in drei Arbeiten mit Laurent Clozel und seiner Entdeckung eines überraschenden Satzes über Automorphie-Hebung von Galois-Darstellungen in einer Arbeit im American Journal of Mathematics von 2015. Seine Arbeit mit Chandrasekhar Khare über potentielle Automorphie und die Leopoldt-Vermutung führte zu einem Beweis der potentiellen Version der Shimura-Taniyama-Vermutung für elliptische Kurven über imaginärquadratischen Zahlkörpern. Ein weiterer Durchbruch war der Beweis, dass elliptische Kurven über {\displaystyle \mathbb {Q} _{\infty }} modular sind.
2017 erhielt er den Whitehead-Preis und einen ERC Starting Grant. 2018 war er eingeladener Sprecher auf dem Internationalen Mathematikerkongress in Rio de Janeiro (Potential automorphy of Ĝ-Local Systems) und erhielt den SASTRA Ramanujan Prize. 2020 erhielt er einen ERC Horizon Grant. Für 2020/21 erhielt er den EMS-Preis (Vortrag: Elliptic curves and modularity), für 2022 einen New Horizons in Mathematics Prize ( für umwälzende Beiträge zu verschiedenen Gebieten der algebraischen Zahlentheorie, und speziell für den Beweis mit James Newton der Automorphie der symmetrischen Potenzen einer holomorphen modularen Neuform) und den Adams-Preis.  Für 2023 wurde er mit dem Colepreis der AMS ausgezeichnet. 2024 wurde ihm gemeinsam mit James Newton der Clay Research Award zugesprochen.

## Schriften (Auswahl)
- Vinberg's representations and arithmetic invariant theory, Algebra & Number Theory, Band 7, 2013, S 2331–2368 (überarbeitete Fassung seiner Dissertation)
- mit Laurent Clozel: Level-raising and symmetric power functoriality, Teil 1, Compositio Mathematica, Band 150, 2014, S. 729–748, Teil 2, Annals of Mathematics, Band 181, 2015, S. 303–359, Teil 3, Duke Math. J., Band 166, 2017, S. 325–402
- On the automorphy of l-adic Galois representations with small residual image, Journal of the Institute of Mathematics of Jussieu, Band 11, 2012, S. 855–920,. Arxiv (mit Appendix von Robert Guralnick, Florian Herzig, Richard Taylor, Jack Thorne: Adequate Subgroups, S. 907–920, Arxiv)
- mit Michael Harris, Kai-Wen Lan, R. Taylor: On the Rigid Cohomology of Certain Shimura Varieties, Research in Mathematical Sciences, Band 3, 2016, Arxiv 2013
- Automorphy of some residually dihedral Galois representations, Mathematische Annalen, Band 364, 2016, S. 589–648, Arxiv
- Automorphy lifting for residually reducible l-adic Galois representations, J. Amer. Math. Soc., Band 28, 2015, S. 785–870
- mit Chandrasekhar Khare: Potential automorphy and the Leopoldt conjecture, Amer. J. Math., Band 139, 2017, S. 1205–1273, Arxiv
- mit P. Allen, Frank Calegari, Ana Caraiani, Toby Gee, D. Helm, B. Le Hung, J. Newton, Peter Scholze, R. Taylor: Potential automorphy over CM fields, Arxiv 2018
- Elliptic curves over {\displaystyle \mathbb {Q} _{\infty }} are modular, J. Eur. Math. Soc., Band 21, 2019, S. 1943–1948. Arxiv
- mit Gebhard Böckle, Michael Harris, Chandrasekhar Khare: Ĝ-local systems on smooth projective curves are potentially automorphic, Acta Mathematica, Band 223, 2019, S. 1–111. Arxiv